# 페르시아다마사슴
페르시아다마사슴(Dama mesopotamica)은 사슴과에 속하는 희귀 반추류의 일종이다. 일부는 다마사슴의 아종으로 간주하기도 한다. 중동 지역에서 발견되는데, 이란과 이스라엘 지역에서 발견할 수 있다.